# Unsubstantial Blues
Az Unsubstantial Blues volt a Magyarországot képviselő dal a 2007-es Eurovíziós Dalfesztiválon. A dalt Rúzsa Magdi adta elő angol nyelven.
Magyar nyelvű változata, az Aprócska blues Rúzsa Magdi első, Ördögi angyal című stúdióalbumán jelent meg.
A dal a blues és a jazz jegyeit magán viselő ballada, melyben az énekesnő az őt elhagyó szerelmesnek üzen. Szerzője Rúzsa Magdi; az énekesnő elmondása szerint Kovács Kati Várlak című dala  ihlette meg az írásához.

## A 2007-es Eurovíziós Dalfesztiválon
Az eurovíziós előadás az egyszerűségre épült: Rúzsa Magdi egy fehér atlétatrikóban, farmernadrágban és mezítláb, kezében egy bőrönddel sétált a színpadra. A koreográfia részét képezte egy, a színpad közepén felállított buszmegálló tábla is.
Mivel Magyarország nem vett részt a dalfesztiválon 2006-ban, a dalt ezért először az elődöntőben adták elő. A május 10-i elődöntőben a fellépési sorrendben huszonkettedikként adták elő, az andorrai Anonymous együttes Salvem el món című dala után, és az észt Gerli Padar Partners In Crime című dala előtt. A szavazás során 224 pontot kapott, amellyel Szerbia mögött a második helyet érte, és ez elég volt a döntőbe jutáshoz.
A május 12-én rendezett döntőben a fellépési sorrendben nyolcadikként adták elő, a szlovén Alenka Gotar Cvet z juga című dala után, és a litván 4FUN együttes Love or Leave című dala előtt. A szavazás során 128 pontot kapott, mely a kilencedik helyet érte a huszonnégy fős mezőnyben. Ez volt Magyarország legjobb szereplése az 1994-es debütálás óta.
Emellett elnyerte a legjobb dalszerzőnek járó díjat, melyet a többi dalszerző ítélt oda, valamint a hivatalos eurovíziós webrádió közönségszavazását is a legjobb női előadó kategóriában.
A következő magyar induló Csézy Candlelight című dala volt a 2008-as versenyen. 1998 óta ez volt az első alkalom, hogy Magyarország két egymást követő évben részt vett.

### A produkció közreműködői
- Rúzsa Magdi – ének
- Hoffer Péter – dob
- Jamie Winchester – gitár
- Kovács Barnabás – basszus
- Závodi Gábor – billentyű

## Külső hivatkozások
- YouTube videó: Az Unsubstantial Blues című dal előadása a helsinki elődöntőben
- Rúzsa Magdolna.lap.hu - linkgyűjtemény